# San Juan Cancuc
San Juan Cancuc är en kommun i Mexiko.   Den ligger i delstaten Chiapas, i den sydöstra delen av landet, 800 km öster om huvudstaden Mexico City. Antalet invånare är 29 016. Arean är 234 kvadratkilometer.
Terrängen i San Juan Cancuc är bergig åt sydväst, men åt nordost är den kuperad.
Följande samhällen finns i San Juan Cancuc:
- Chiloljá
- El Pozo
- Nailchén
- Baquelchán
- Cruztón
- Tzuluwitz
- Oniltic
- Iwiltic
- Yocwitz
- Chacté
- Tzametal
- Chojchow
- Tzunjok
- La Palma Uno
- Juc'Nil
- Chijil
- El Rosario
- Tzumbal
- Bapuz
- Chicjá
- Independencia
- Yashnail
- Tzajalchén
- Juchiljá
- Te'Mash
- El Joob
- Crusiljá
- Axultic
- Yanch'En
- Tzemen
- San Juan Bawitz